# Ashima
Ashima (hebreiska: אֲשִׁימָא, latin: Asima) är en gudom  som skyddade städer i Samaria och som nämns i Gamla testamentet (Andra Kungaboken 17:30).